# Fuente de las Tres Gracias (Málaga)
La fuente de las Tres Gracias o fuente de Las Tres Ninfas se encuentra en la ciudad española de Málaga.

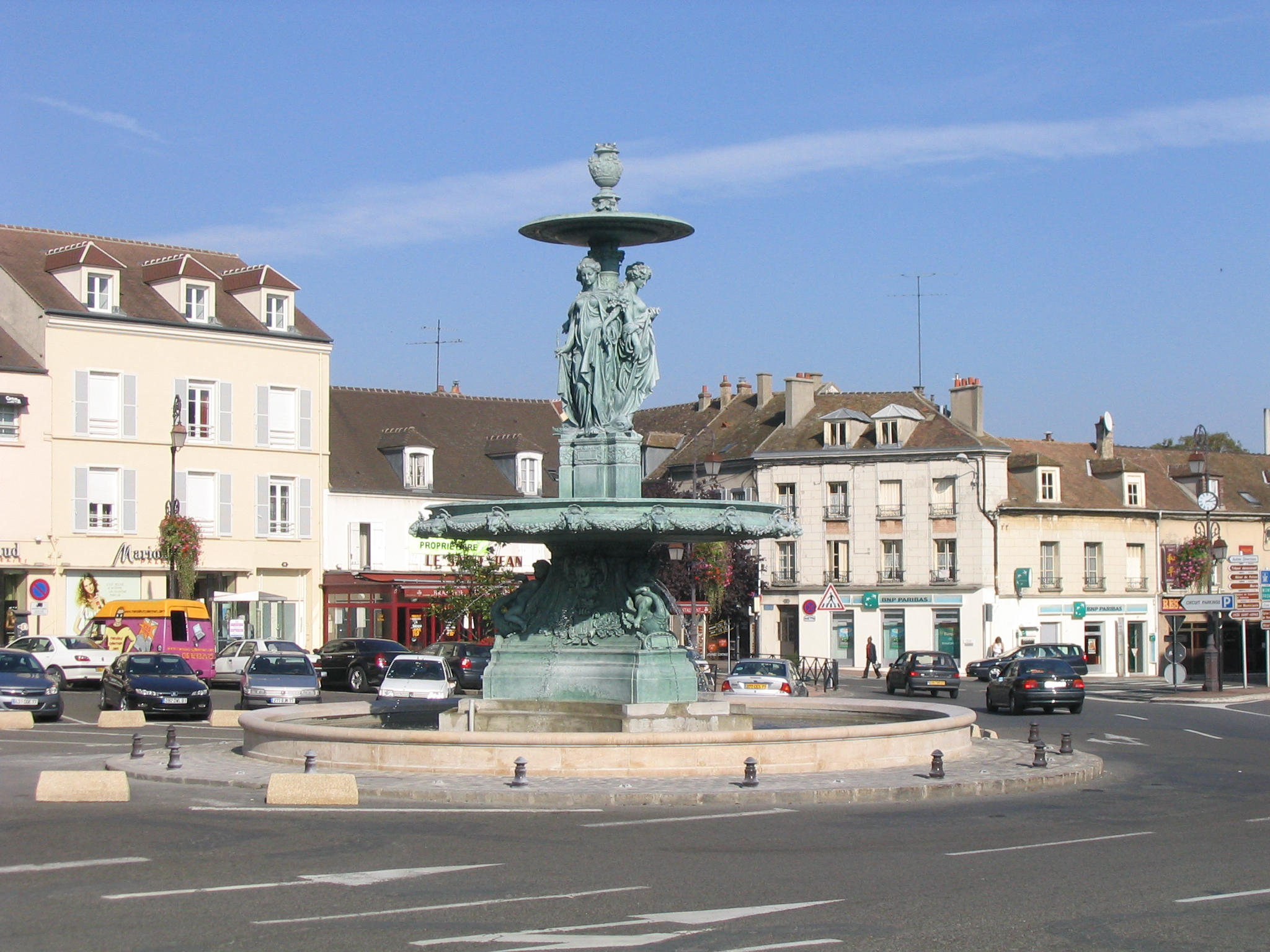
Fuente de Melun, Francia.

Es una obra del catálogo de Antoine Durenne, cuyo modelo original está instalado en la plaza Saint-Jean de Melun, Francia. Está realizada en hierro fundido, fue adquirida en 1879 para ser instalada en la plaza Mayor –hoy llamada 'de la Constitución'–, trasladada en 1901 a la plaza de la Marina, y en 1914 reubicada en la glorieta de la plaza del General Torrijos, al final del paseo del Parque del distrito Centro, próximo al barrio de La Malagueta.
La fuente consta de tres cuerpos y dos tazas en los que destacan las tres figuras femeninas de inspiración clásica ataviadas con túnicas y herramientas agrícolas, un remo y el cuerno de la abundancia como alegoría a la fertilidad y ninfas protectoras de las aguas dulces. Su pedestal es de forma triangular y en ellos están tallados varios niños sentados sobre cisnes y guirnaldas.
La glorieta donde se ubica esta fuente constituye un importante eje donde confluyen el paseo del Parque, el paseo de la Farola, la avenida de Cánovas del Castillo, el paseo de los Curas, la calle Maestranza, el paseo de Reding, el paseo de Cervantes y el túnel de la Alcazaba. Como prueba de la importancia de este punto se puede destacar la proximidad del muelle 1 del puerto de Málaga, el parque de Málaga, los jardines de Pedro Luis Alonso, el Hospital Noble, el Museo del Patrimonio Municipal y la plaza de toros de La Malagueta.
Esta fuente sirvió de modelo para la fuente de las Tres Gitanillas ubicada a 1500 metros de esta y cuyas figuras aparecen ataviadas con prendas del folklore andaluz en lugar de por la túnica de la tradición greco-romana.